# Ковиловий ботанічний заказник (Балаклійський район)
Ковиловий — ботанічний заказник місцевого значення. Об'єкт розташований на території Балаклійської міської громади Ізюмського району Харківської області, село Петрівське.
Площа — 3 га, статус отриманий у 1991 році.
Охороняється ділянка степової рослинності на схилах балки південної експозиції, де зростають ковила волосиста та ковила Лессінга, занесені до Червоної книги України та регіонально рідкісний вид шавлія поникла.